# Востан
Востан (арм. Ոստան) — село в Араратской области Армении. Основано в 1831 году.

## География
Село расположено в западной части марза, к северу от города Арташат, административного центра области. Абсолютная высота — 835 метров над уровнем моря.
Климат
Климат характеризуется как семиаридный (BSk в классификации климатов Кёппена). Среднегодовая температура воздуха составляет 12,7 °C. Средняя температура самого холодного месяца (января) составляет −2,6 °С, самого жаркого месяца (июля) — 26,4 °С. Расчётная многолетняя норма атмосферных осадков — 272 мм. Наибольшее количество осадков выпадает в мае (46 мм).

## Население
| Год переписи | Население          | Население          | Население          | Население            | Население            | Население            |
| Год переписи | Наличное население | Наличное население | Наличное население | Постоянное население | Постоянное население | Постоянное население |
| Год переписи | Всего              | Мужчины            | Женщины            | Всего                | Мужчины              | Женщины              |
| ------------ | ------------------ | ------------------ | ------------------ | -------------------- | -------------------- | -------------------- |
| 2001         | 2946               | 1383               | 1563               | 3125                 | 1498                 | 1627                 |
| 2011         | 2621               | 1262               | 1359               | 2739                 | 1342                 | 1397                 |

| Год  | Численность | Численность |
| ---- | ----------- | ----------- |
| 1831 | 352         | [ 9 ]       |
| 1897 | 1270        | [ 9 ]       |
| 1926 | 1204        | [ 9 ]       |
| 1939 | 1494        | [ 9 ]       |
| 1959 | 2358        | [ 9 ]       |
| 1970 | 2830        | [ 9 ]       |
| 1979 | 3042        | [ 9 ]       |
| 1989 | 3087        | [ 9 ]       |
| 2001 | 3125        | [ 9 ]       |
| 2004 | 3100        | [ 9 ]       |
| 2011 | 2739        | [ 10 ]      |